# 더 컬리너리 인스티튜트 오브 아메리카

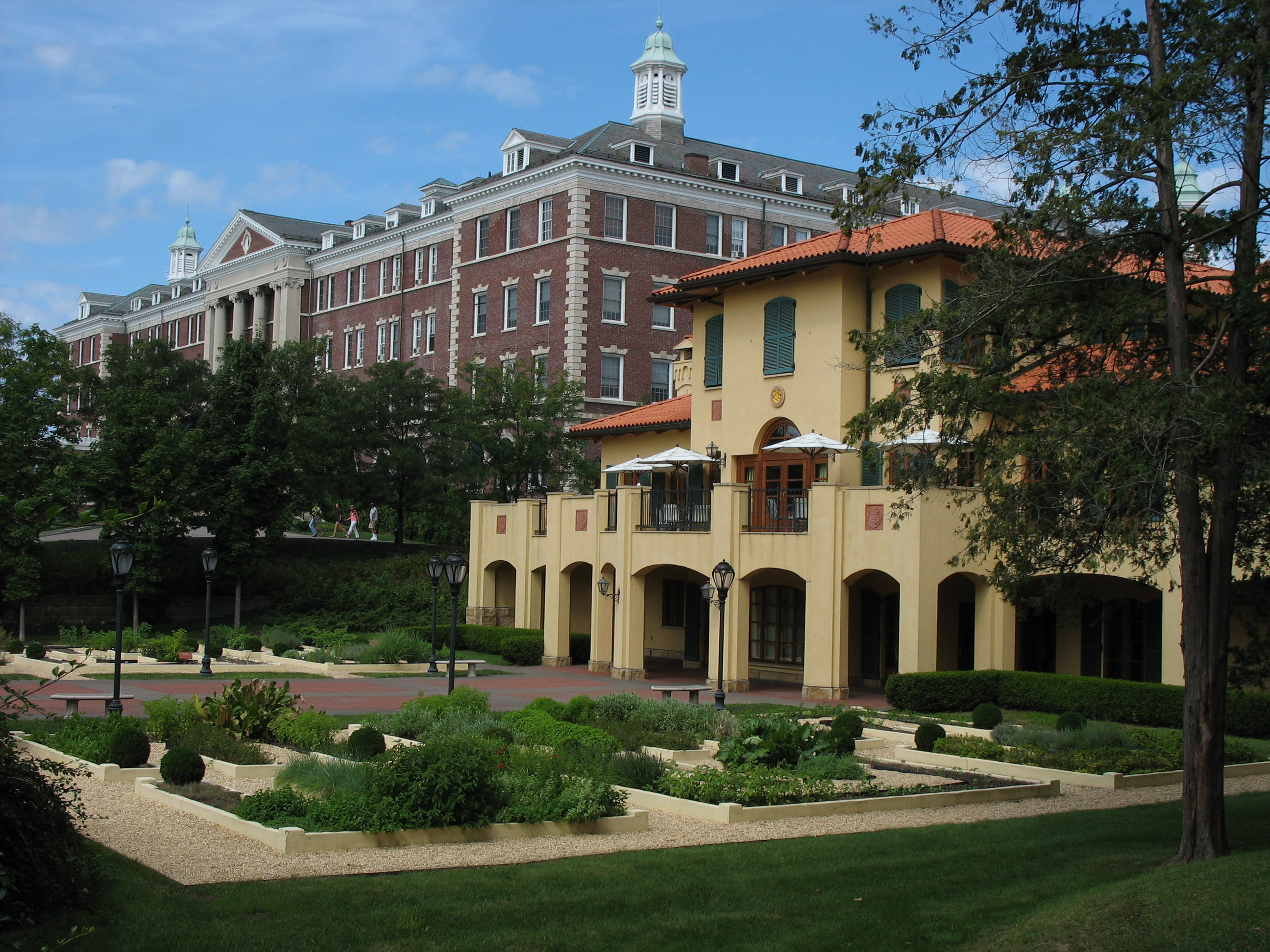

더 컬리너리 인스티튜트 오브 아메리카(영어: The Culinary Institute of America, CIA)는 요리계의 하버드 대학교, 미국조리사관학교라 불리는 미국 최고의 명문 요리 학교로, 사립 비영리 단체가 운영한다. CIA는 독립적인 비영리 전문 대학이며, 세계 최고 수준의 전문 요리 교양과 기술 교육을 제공하는 것을 사명으로 하고 있다. 학사 프로그램과 지속적인 교육 프로그램을 통해 끊임없이 변화하는 외식 및 환대 산업에 있어서 필요한 일반 지식과 실천 기술을 학생들에게 제공한다. 한국어 명칭으로는 미국요리학교, 미국조리학교 등 여러 명칭으로 번역되어 불리기도 하나 공식적인 명칭은 없다.

## 캠퍼스

### 하이드파크 본교
뉴욕주 하이드파크에 위치한 본교는 요리 전문 교육 기관으로는 세계 유일의 4년제 학위를 취득할 수 있는 기숙사를 갖춘 학교이며, 약 3,000명의 학생들이 공부하고 있다.

### 그레이스톤 분교
캘리포니아주 세인트헬레나에 분교가 있으며, 그레이스톤(Greystone)이라고 불린다.

### 샌안토니오 분교
텍사스주 샌안토니오에 분교가 있다.

### 싱가포르 분교
Singapore Institute of Technology에 분교가 있다.

## 같이 보기
- 박리혜 - 출신 유명인
- 임정식 - 정식당
- 이준 - 스와니예
- 송훈 - 에스테번, 마쉐코 심사위원
- 백상준 - YG 푸드 총괄쉐프